# Vils
Vils je město v Rakousku ve spolkové zemi Tyrolsko v okrese Reutte.
Žije zde 1 527 obyvatel (1. 1. 2017).

## Geografie
Město Vils leží v Tyrolsku u hranic s Německem přesněji se spolkovou zemí Bavorsko. Městem protéká řeka Vils, která je přítokem řeky Lech.